# Academia del Cine Aragonés
La Academia del Cine Aragonés —inicialmente denominada Asamblea de Cineastas Aragoneses— (ACA) es una asociación sin ánimo de lucro creada en 1999 para reivindicar los intereses del audiovisual aragonés.
Es una asociación plural, donde tienen cabida directores/as, productores/as, guionistas, montadores/as, directores/as de fotografía, intérpretes, músicos, sonidistas, eléctricos, meritorios y toda persona interesada por el audiovisual.

## Historia
La creación de la ACA se forjó durante la edición de 1998 de la Semana del Cine y la Imagen de Fuentes de Ebro. Tras una reunión preparatoria, la Asamblea de Cineastas Aragoneses fue presentada durante el Festival Internacional de Cine de Huesca de 1999. Sus primeras actividades fueron la organización de cursos y la reivindicación de mayor apoyo económico para la realización de obras cinematográficas por parte del Gobierno de Aragón.
El acta fundacional se firmó el 2 de julio de 1999 con los siguientes puestos:
- Presidente: José Ángel Delgado.
- Vicepresidente: Jorge Nebra.
- Secretario: José Antonio Aguilar.
- Tesorero: Pablo Lozano.
- Vocales: Pedro Aguaviva, Miguel Ángel Andreu, Jorge Blas, Ana Esteban y Cristina Palacín.

José Ángel Delgado ocupó el puesto de director desde 1999 hasta 2004, seguido de Fernando Torres, director de la ACA desde 2005 hasta 2006. En el año 2007 Pablo Aragüés tomó el mando directivo durante un año. Emilio Larruga fue el cuarto director, desde 2009 hasta 2011. En 2012 José Ángel Delgado volvió a ocupar el puesto hasta mayo de 2016, tomándole el relevo Jesús Marco Murillo, al frente como director hasta 2023. Actualmente la dirección la ejerce María José Moreno.
Desde 2012, primer año en el que se realizaron los Premios Simón, el nombre de esta asociación cambió de «Asamblea de Cineastas Aragoneses» a «Academia del Cine Aragonés».
En 2015 se aceptó la incorporación de instituciones a la Academia, siendo los primeros en sumarse los festivales de cine de La Almunia de Doña Godina, Fuentes de Ebro y Zaragoza.
Desde 2017 la sede de la ACA está situada en el Museo Pablo Serrano, en el que el Gobierno de Aragón le cedió un espacio para la gestión de sus actividades.

## Fines
Tiene como principal objetivo conseguir el apoyo necesario del Gobierno de Aragón y de la televisión autonómica así como unir a todo el sector cinematográfico aragonés en una entidad de prestigio y sin ánimo de lucro. Además de
- Apoyar a los/as realizadores/as aragoneses/as y fomentar la producción audiovisual.
- Colaborar en la promoción y difusión de las obras audiovisuales producidas en Aragón.
- Exhibir nuevos trabajos.
- A partir de 2012, organizar los Premios del Cine Aragonés, denominados Premios Simón, en honor a la película "Simón del desierto", de Luis Buñuel.

Actividades propuestas para el cumplimiento de estos fines:
- Celebración de cursos que aborden distintas especialidades del ámbito cinematográfico.
- Muestras de los trabajos realizados por los asociados.
- Organización de charlas, debates y coloquios con profesionales del medio.
- Publicación y organización de eventos que fomenten el cine aragonés.

## Premios Simón
La Academia organiza y otorga los Premios Simón cada año desde 2012 para difundir y promocionar el panorama cinematográfico de la Comunidad. Durante las cuatro primeras ediciones los Premios Simón se celebraron en el Teatro Principal de Zaragoza. A partir de la quinta, en 2016, se otorgaron en la Sala Mozart del Auditorio de Zaragoza. En la X edición, en 2021, se concedieron en el Centro de Cultura de Andorra (Teruel). En la XI edición, en 2022, en el Palacio de Congresos de Huesca.En 2023, retornaron a la Sala Mozart del Auditorio de Zaragoza.En 2024, fue el Teatro Marín, de Teruel, el elegido como escenario para su entrega.
Los ganadores son elegidos por votación de todas las personas socias de la Academia.
En la primera edición se concedieron seis premios, número que ha ido aumentando paulatinamente hasta los dieciséis de la XIII edición. Los más destacados son el Premio Simón de Honor, que se concede a un profesional por toda su trayectoria, y el Premio al mejor largometraje.